# Grand Theft Auto: Liberty City Stories
Grand Theft Auto: Liberty City Stories је акционо-авантуристичка игра развијена у сарадњи Рокстар Лидса и Рокстар норта, а коју је објавио Рокстар гејмс. Игра је објављена у октобру 2005. године, за Плејстејшн портабл. Представља девету игру серијала Grand Theft Auto. Претходила јој је Grand Theft Auto: San Andreas, а наследник је Grand Theft Auto: Vice City Stories.
Верзија за Плејстејшн 2 објављена је јуна 2006. у Северној Америци. У тренутку издавања, препоручена малопродајна цена порта за ПС2 била је око половине цене верзије за ПСП. ПС2 порт није поседовао прилагођену способност копирања звучних записа, у поређењу са својим ПСП паром. Игра је такође објављена за iOS, Андроид и Фајер ОС уређаје у децембру 2015, фебруара 2016, и марта 2016.
Игра представља преднаставак GTA III, чија се радња одвија три године пре радње Liberty City Stories-а, односно 1998. године. Многи ликови из трећег наставка се поново појављују, укључујући главног јунака, Тонија Циприанија, високог члана криминалне фамилије Лионе у Либерти ситију. 
Прича игре прати Тонијев повратак у Либерти сити, након дугог одсуства и његовог пораста моћи унутар породице Леоне, радећи на томе да стекне поштовање и поверење свог шефа, Салватора Леонеа. 

## Пријем
Grand Theft Auto: Liberty City Stories је добио генерално добре оцене код критичара, према агрегатору рецензија Метакритик. 

## Прича
1998. мафијаш Леонеа Антонио „Тони” Чипријани, приморан да живи у иностранству четири године након убиства створеног човјека, враћа се кући у Либерти Сити. Његов шеф, Дон Салваторе Леоне, жели му добродошлицу и додјељује га да ради код другог Леонеовог мафијаша, Винћенца „Лукија“ Силија, који презире Тонија, и бившег члана породице Синдако који жели да промени оданости, ЈД О’Тул (Грег Вилсон). У исто вријеме, Тони открива да његова мајка не одобрава његов низак положај у породици Леоне и приморан је да је се држи даље од ње када га она набаци. Након што Тони побјегне да га ухапсе на послу, он брзо открива да Винћенцо жели да заузме његово мјесто у породици Леоне. Винћенцо касније води Тонија у другу засједу да би био убијен, што је резултирало тиме да Тони побегне из замке и убије Винћенца из освете. Након Винћенцове смрти, Салваторе почиње лично да додељује посао Тонију, укључујући бригу о његовој трофејној супрузи Марији.
Тони ускоро открива доказе да главни шеф сицилијанске мафије Масимо Торини организује планове да мање банде преузму контролу над територијом Леонеа, док су оне у рату са породицама Синдако и Форели. Након што је помогао да испрати Салватореа у центар града када се појаве проблеми, Тони зарађује његово повјерење и постаје створен човјек у породици Леоне, због чега његова мајка отказује напад на њега. Тонију је убрзо повјерено да убије градоначелника града, који контролишу Форелијеви, и да помогне медијском могулу Доналду Лову да постане његова замјена. Међутим, Доналд банкротира након што је изгубио од свог ривала Мајлса О’Донована, који је одмах после избора Салватореа ухапсио по неколико оптужби. Тони остаје лојалан Салватору и наставља да му узима послове у затвору, укључујући убиство Дон Паулија Синдака као освету што је Салваторе ухапшен. У међувремену, Доналд такође тражи Тонијеву помоћ у обнављању свог богатства и ангажује га да експлозивом уништи четврт Мале Италије у Форт Стонтону под контролом Форелија, како би Доналдова компанија добила градска средства за обнову.
Пошто је Леоне сада најмоћнија и једина преживела мафијашка породица у Либерти Ситију након пораза Синдакоса и Форелијевих, Салваторе се нашао на мети својих ривала, приморавајући Тонија да га заштити прије суђења. Након што је пуштен уз кауцију, Салваторе брзо закључује да је Торини организовао рат мафије и намјештао изборе за градоначелника. Сумњајући да ће Торини вјероватно киднаповати градоначелника О’Донована како би га спријечио да одустане од оптужби против Салватореа, он се придружује Тонију да га спасе и убије Торинија. Заузврат, Салваторе захтјева да О’Донован пружи заштиту његовој породици, што он невољно прихвата. Убрзо након тога, Салваторе открива Тонију да је Торини радио за свог ујака, који је желео да ослаби контролу свог нећака над градом као освету што му није платио данак. Када се Салваторе и Тони суоче са њим, ујак Леоне признаје пораз и одлучује да заувек оде на Сицилију. Пошто његов ујак више није пријетња, Салваторе се слаже са контролом града, док је Тони унапређен као надокнаду за његову помоћ.